# Verschil (wiskunde)

Verschil (rood) (relatief complement) van twee verzamelingen

Symmetrisch verschil (rood) van twee verzamelingen

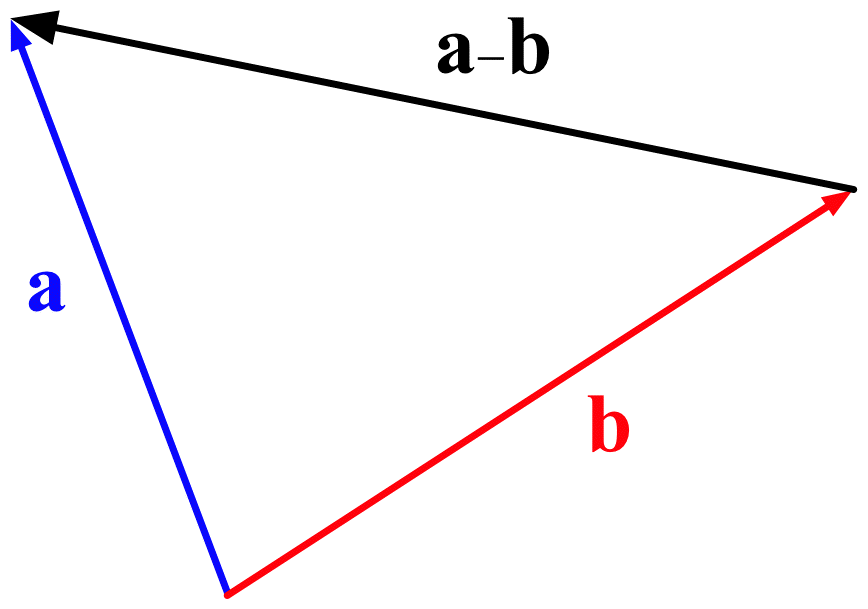
de verschilvector (zwart) van de vectoren en

In de rekenkunde, die een onderdeel vormt van de wiskunde, verstaat men onder het verschil van twee getallen, bijvoorbeeld {\displaystyle 5} en {\displaystyle 10}, de twee mogelijke resultaten van de aftrekking van de beide getallen van elkaar: {\displaystyle 10-5=5}, respectievelijk {\displaystyle 5-10=-5}. In de bredere wiskunde kent het begrip meerdere toepassingen. 

## Verzamelingenleer
In de verzamelingenleer is het verschil van de verzameling {\displaystyle A} en de verzameling {\displaystyle B}, genoteerd als {\displaystyle A\setminus B} of {\displaystyle A-B}, zelf ook weer een verzameling, namelijk de verzameling die de elementen bevat die wel in {\displaystyle A} maar niet in {\displaystyle B} zitten. Men zegt ook {\displaystyle A} met daaruit weggelaten {\displaystyle B}. In formule:  
{\displaystyle A\setminus B=\{x\in A\mid x\not \in B\}}
Als, bijvoorbeeld, {\displaystyle A=\{1,2,3,4\}} en {\displaystyle B=\{1,3,2\}}, dan is het verschil van {\displaystyle A} en {\displaystyle B} de verzameling {\displaystyle A\setminus B=\{4\}}. De verschilverzameling {\displaystyle A\setminus B} is een deelverzameling van {\displaystyle A}. 
Zoals in de rekenkunde het verschil van twee identieke getallen gelijk aan nul is: {\displaystyle 10-10=0}, is het verschil van een verzameling met zichzelf, gelijk aan de zogenaamde lege verzameling: {\displaystyle A\setminus A=\emptyset }.
Met het symmetrisch verschil {\displaystyle A\Delta B} wordt in de verzamelingenleer de verzameling aangeduid van elementen die wel in de vereniging {\displaystyle A\cup B} van {\displaystyle A} en {\displaystyle B} zitten, maar niet in de doorsnede {\displaystyle A\cap B}. Er geldt dus: 
{\displaystyle A\Delta B=(A\setminus B)\cup (B\setminus A)=(A\cup B)\setminus (A\cap B)}

## Algebra
In wiskundige structuren, bijvoorbeeld groepen waarin een optelling tussen elementen gedefinieerd is, en er bij elk element {\displaystyle a} een tegengestelde {\displaystyle -a} bestaat, zodat {\displaystyle a+(-a)=0}, wordt de som {\displaystyle b+(-a)} ook geschreven als {\displaystyle b-a}, en aangeduid als het verschil van de elementen {\displaystyle b} en {\displaystyle a}.

## Andere wiskundige toepassingen
Het begrip 'verschil' wordt in de wiskunde ook gebruikt bij het van elkaar aftrekken van complexe getallen, vectoren, polynomen, matrices. 